# Vilmoș Szabo

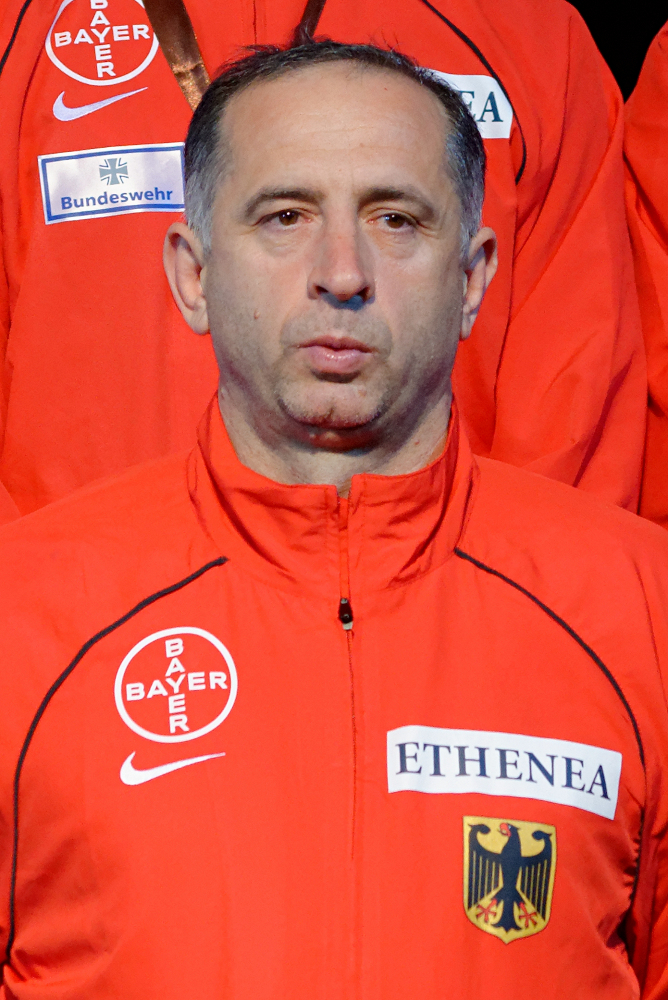
Vilmoș Szabo (Europameisterschaften 2014)

Vilmoș Szabo (ung. Szabó Vilmos; * 30. Dezember 1964 in Brașov) ist ein rumänischer Säbelfechter und Fechttrainer.

## Leben
Vilmos Szabo focht von 1977 bis 1997 für Rumänien.
1993 zog er mit seiner Frau Reka Lazăr-Szabo nach Deutschland um
und arbeitet seitdem als Trainer beim TSV Bayer Dormagen und wurde 2008 Bundestrainer Säbelfechten Herren.
Sein Sohn Matyas Szabo ficht ebenfalls.

## Erfolge
Bei den Olympischen Spielen 1984 in Los Angeles erfocht Vilmoș Szabo Bronze mit der rumänischen Mannschaft.
1992 in Barcelona belegte er mit der Mannschaft den vierten Platz, im Einzel den 26. Platz.
1994 gewann Szabo bei den Europameisterschaften in Krakau Bronze im Einzel,
bei den Weltmeisterschaften in Athen Bronze mit der Mannschaft.
1996 bei den Olympischen Spielen in Atlanta belegte Szabo mit der Mannschaft den siebten Platz und im Einzel den 16.